# Battistina Vernazza
Battistina Vernazza (světským jménem: Tommasina Vernazza; 15. dubna 1497, Janov  – 9. květen 1587 tamtéž) byla italská řeholnice řádu lateránských řeholních kanovnic a mystička.

## Život
Narodila se 15. dubna 1497 v Janově. Byla sestrou Ettoreho Vernazzy, který byl společníkem svaté Kateřiny z Janova. Svatá Kateřina byla také kmotrou Tommasiny.
V rodičích, především v otci měla svůj vzor, který se věnoval charitě.
Podle jejího životopisce byla vlídná, přívětivá, a inteligentní. V 10 letech složila slib Panně Marii a ve 13 letech vstoupila do kláštera kanovnic Santa Maria delle Grazie. Zde přijala řeholní jméno Battistina a své řeholní sliby složila 23. října 1511.
V klášteře se stala pokladnicí, poté novicmistrovou a nakonec abatyší. Byla znalkyní Svatého písma a věnovala se literární tvorbě. Díky svým ctnostem a moudrosti radila mnoho významným lidem jako je např. Andrea Avellino. Ústřední myšlenkou její spirituality bylo spojení duše s Bohem prostřednictvím čisté lásky, která proměňuje sobecké ego.
Zemřela po nemoci 9. května 1587.

## Proces svatořečení
Její proces svatořečení byl zahájen v janovské arcidiecézi. Dne 22. června 1972 uznal papež Pavel VI. její hrdinské ctnosti.